# Fred Karno

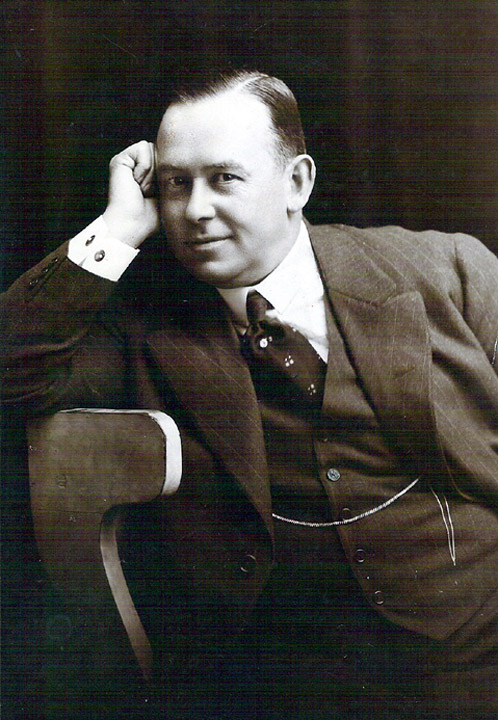
Fred Karno

Fred Karno (* 26. März 1866 in Exeter, England als Frederick John Westcott; † 18. September 1941 in Poole, England) war ein britischer Theaterproduzent, der mit seinen Ensembles in den Music Halls erfolgreich war und insbesondere für Slapstick-Einlagen und Pantomimenspiele in seinen Sketchen bekannt war. Karno hatte spätere Starkomiker wie Charlie Chaplin und Stan Laurel unter Vertrag, auf die er größeren Einfluss ausübte.

## Leben und Karriere
Fred Karno arbeitete zunächst als Tischler, sattelte dann aber auf das Showbusiness um und trat zunächst als Akrobat auf. 1889 heiratete er Edith Cuthbert, mit der er 1896 einen Sohn bekam. Er trennte sich einige Jahre später von seiner Frau und begann eine Beziehung mit Marie Moore. Dennoch blieb er bis zu ihrem Tod im Jahre 1927 mit Cuthbert verheiratet. Zwei Wochen nach ihrem Tod heiratete er Marie. Ab den 1890er-Jahren hatte Karno auf Londoner Bühnen beträchtlichen Erfolg mit seinen komödiantischen Shows, die vor allem Slapstick-Einlagen beinhalteten. Seine wortlosen Sketche standen in der Tradition der komischen Pantomimenspiele. Er galt als einer der witzigsten und besten Musical-Hall-Komödianten seiner Zeit. Gastspiele führten Karnos Theatertruppen quer durch England sowie nach Frankreich oder in die Vereinigten Staaten.
Zu den jungen talentierten Schauspielern, die er unter Vertrag nahm, gehörten der später als Stan Laurel bekannte Arthur Stanley Jefferson, von 1908 bis Ende 1913 Charlie Chaplin, sowie Will Hay von 1918 bis 1920. Sowohl Chaplin als auch Laurel nahmen Eigenschaften aus den Karno-Shows wie den Slapstick oder die Pantomime in ihre späteren Filme auf, bei Chaplin speziell die charakteristische Vermischung von Pathos und Slapstick. Für viele gilt Karno deshalb auch als Father of Slapstick und als einer der größten Einflüsse auf die frühe Filmkomödie.
Als die Fred Karno Truppe (im engl. Original Fred Karno's Army) im Juni 1910 begann, für zwei Jahre durch die Vereinigten Staaten und Kanada zu touren, war Chaplin bereits der junge Star des Ensembles und Laurel Ersatzdarsteller für dessen Rollen. Vor allem Chaplin begeisterte das Publikum und die Presse so sehr, dass Karno sein Ensemble nach nur fünf Monaten in England für eine zweite Tournee nach Amerika schickte. Diese verlief jedoch weit weniger erfolgreich. Im Laufe des Jahres 1913 nahm die amerikanische Filmindustrie Kontakt zu Chaplin auf, der dankbar auf das Interesse reagierte und sich im September für ein Jahr als Filmschauspieler bei den Keystone Studios verpflichtete, dem Komödienspezialisten der New York Motion Picture Company. Nachdem Chaplin die Truppe am 28. November verlassen hatte, wurde die weitere Tournee mit Stanley Jefferson an Chaplins Stelle endgültig zum Flop für Karno, schließlich abgebrochen und die Ensemble-Mitglieder arbeitslos. Stan Laurel entschied sich, dennoch in Amerika zu bleiben und dort eine Schauspielkarriere zu suchen. Später zog er wie Chaplin in die aufstrebende neue Filmstadt Hollywood. Stan Laurel sagte über Fred Karno:

„Fred Karno didn’t teach Charlie and me all we know about comedy, he just taught us most of it. Above all he taught us to be supple and precise. Out of all that endless rehearsal and performance came Charlie Chaplin, the most supple and precise comedian of our time.“

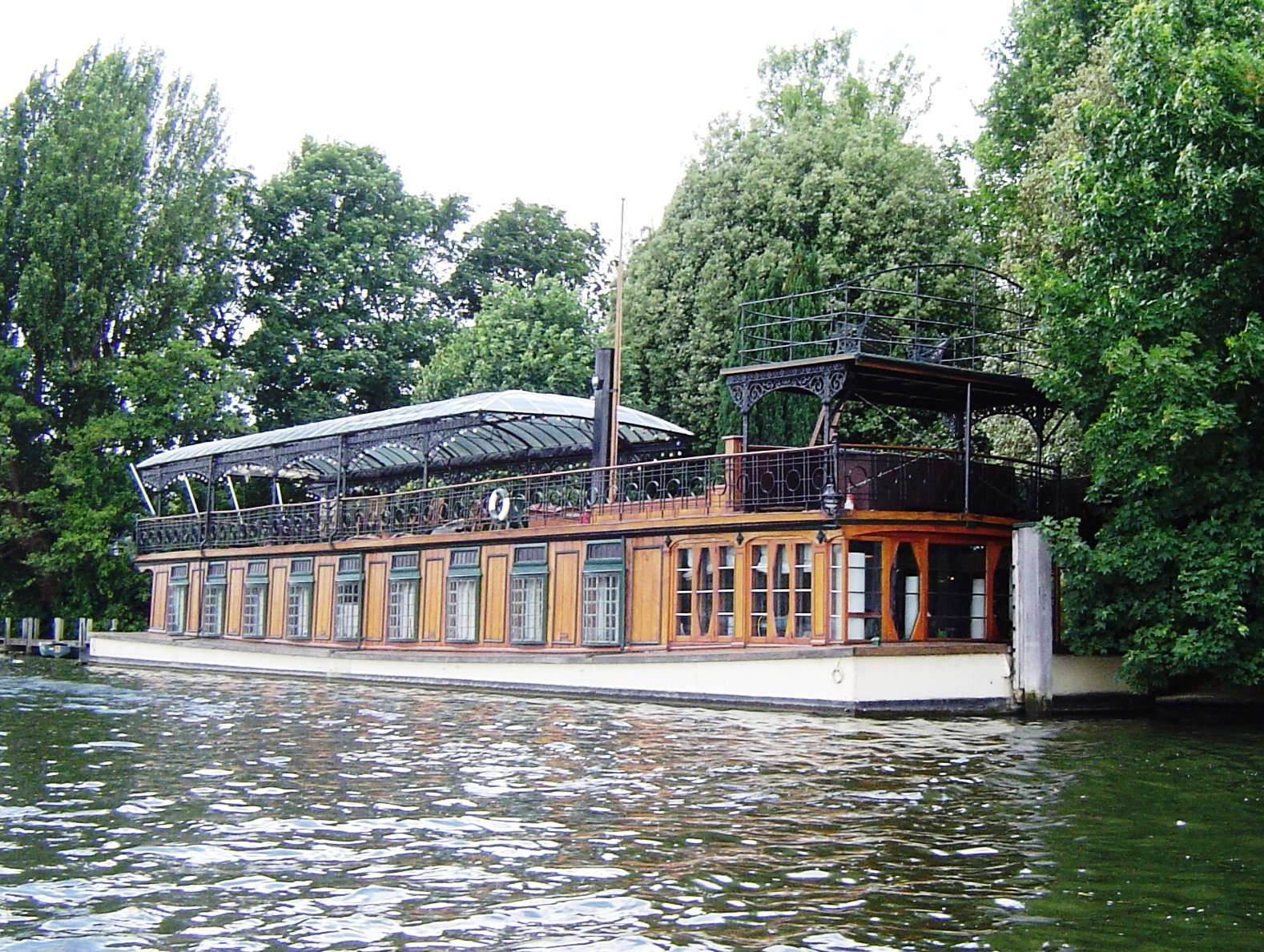
Fred Karnos Hausboot Astoria

1912 kaufte Karno die Themseinsel Tagg’s Island und baute das Hotel auf der Insel um. Für den Umbau  beschäftigte er den Architekten Frank Matcham und richtete eine Music Hall, das The Karsino ein. Die Insel wurde sehr beliebt und neben dem Hotel und der Music Hall gab es ein Bootshaus und verschiedene andere Attraktionen. Karno hatte ein luxioriöses Hausboot dauerhaft an der Insel liegen, er beschrieb  die Insel als "the hub of the universe for river people". Nach dem Ende des Ersten Weltkriegs schwand die Beliebtheit der Insel. Mit dem Aufstieg des Filmes sank die Popularität der Music Halls, was auch Karno ab den 1920er-Jahren zu spüren bekam. 1925 musste er Konkurs anmelden. Das Hotel wurde in The Casino umbenannt, aber Karno verkaufte die Insel 1926. Zwei Jahre später wurde das Hotel unter dem Namen Thames Riviera wiedereröffnet und eine Fahrzeugfähre brachte Autos vom Festland auf die Insel. 1940 wurde das Hotel erneut geschlossen. Nach zahlreichen Versuchen das Hotel wiederzubeleben, wurde es 1971 abgerissen.
Nach 1925 arbeitete Karno nur noch gelegentlich als Theaterproduzent. Zwischen 1929 und 1930 arbeitete er kurzzeitig bei den Hal Roach Studios auf Vermittlung von Stan Laurel, konnte Hollywood jedoch nichts abgewinnen. Bei seiner Rückkehr nach England baute er sich eine neue Schauspieltruppe namens Karno's Krazy Komics. Die letzten Jahre seines Lebens verbrachte er als Weinhändler an der Südküste Englands. 1941 verstarb er im Alter von 75 Jahren an einer Diabetes-Erkrankung.
Fred Karnos Hausboot (Astoria), das auf der Themse in Henley liegt, wird heute von David Gilmour von Pink Floyd als Aufnahmestudio benutzt.